# Hangzhou Sportparkstadion
Het Hangzhou Sportparkstadion (Chinees: 杭州奥林匹克体育中心) is een multifunctioneel stadion in Hangzhou, een stad in de Chinese provincie Zhejiang. 
De bouw van dit sportcomplex begon in 2009 met het gereedmaken van de grond voor de bouw die in de jaren daarna plaatsvond. Het stadion is gebouwd naast de rivier Qiantang Jiang. Het werd ontworpen door NBBJ in samenwerking met CCDI. Het stadion werd geopend in 2018. Het sportcomplex wordt gebruikt voor voetbalwedstrijden. In het sportcomplex zijn ook tennisbanen aanwezig en een atletiekbaan. Dit stadion is gebouwd om te kunnen worden ingezet op de Aziatische Spelen van 2022.
In het stadion is plaats voor 80.000 toeschouwers verdeeld over de verschillende gebouwen. Het tennis stadion, genaamd Tennis Centre Finals Hall, heeft een capaciteit van 10.000.

## Afbeeldingen

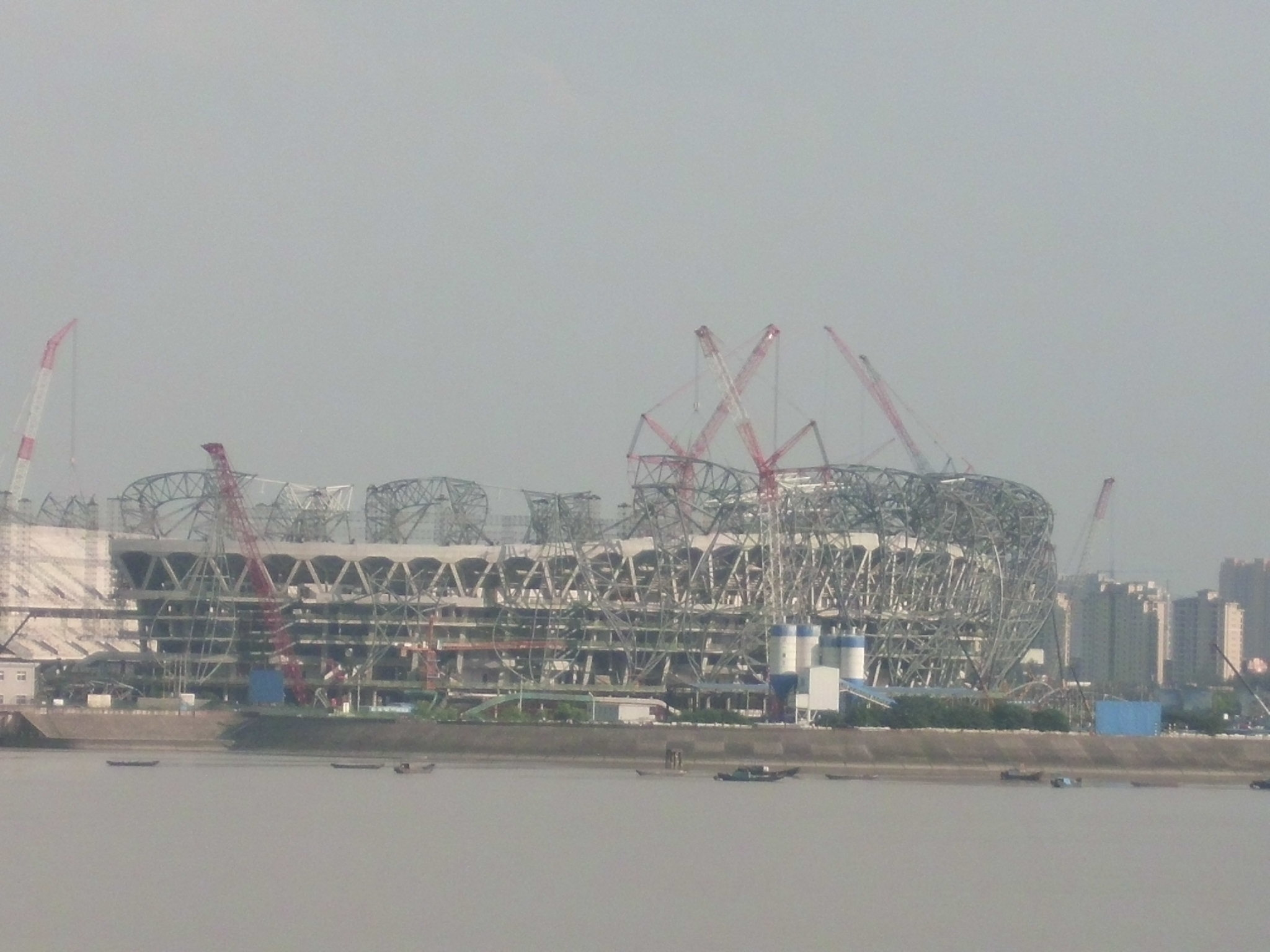
Het stadion tijdens de bouw, foto uit 2013.
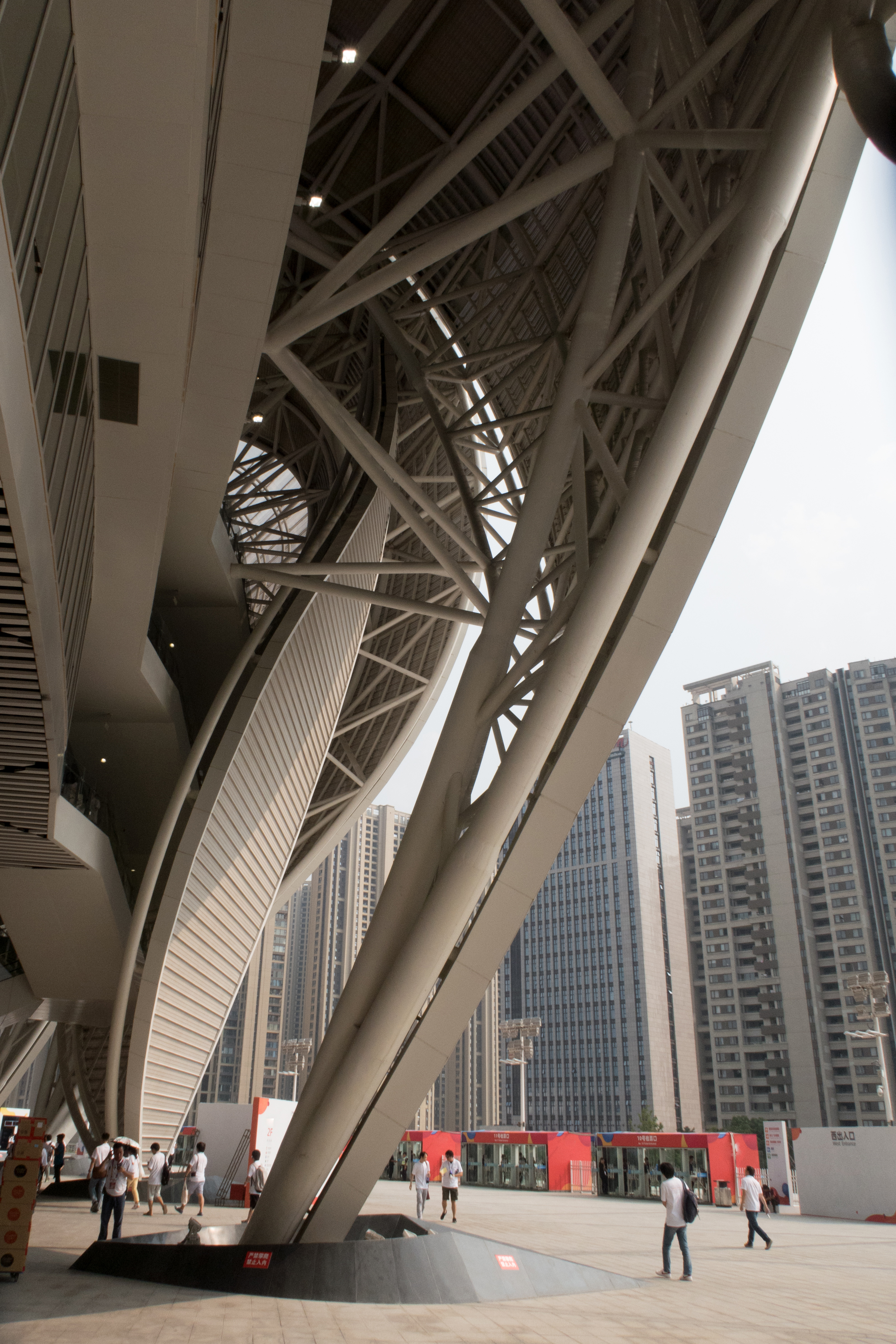
Deel van het stadion, foto uit 2019.
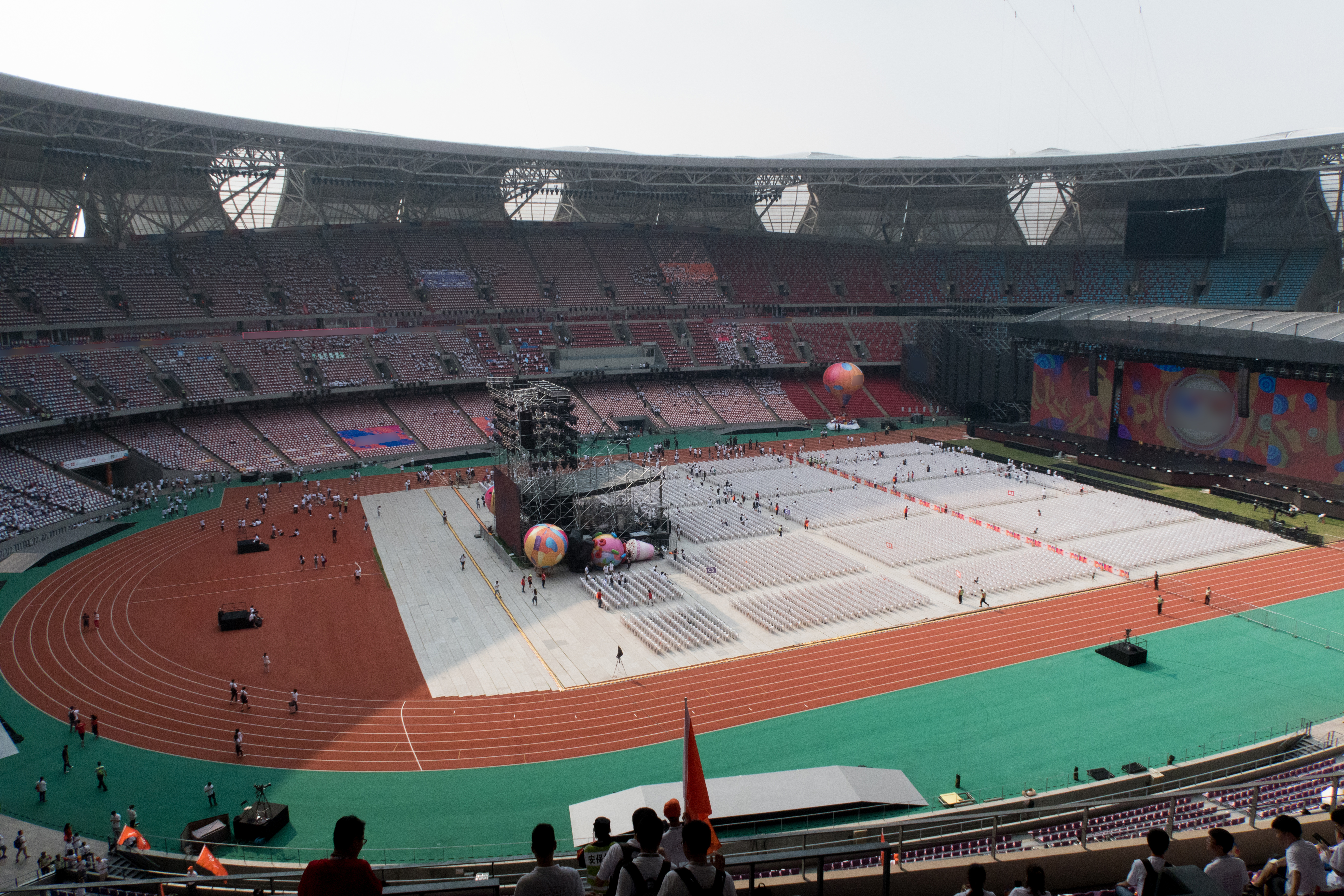
Het stadion met de tennisbanen, foto uit 2019.